# Glengarry

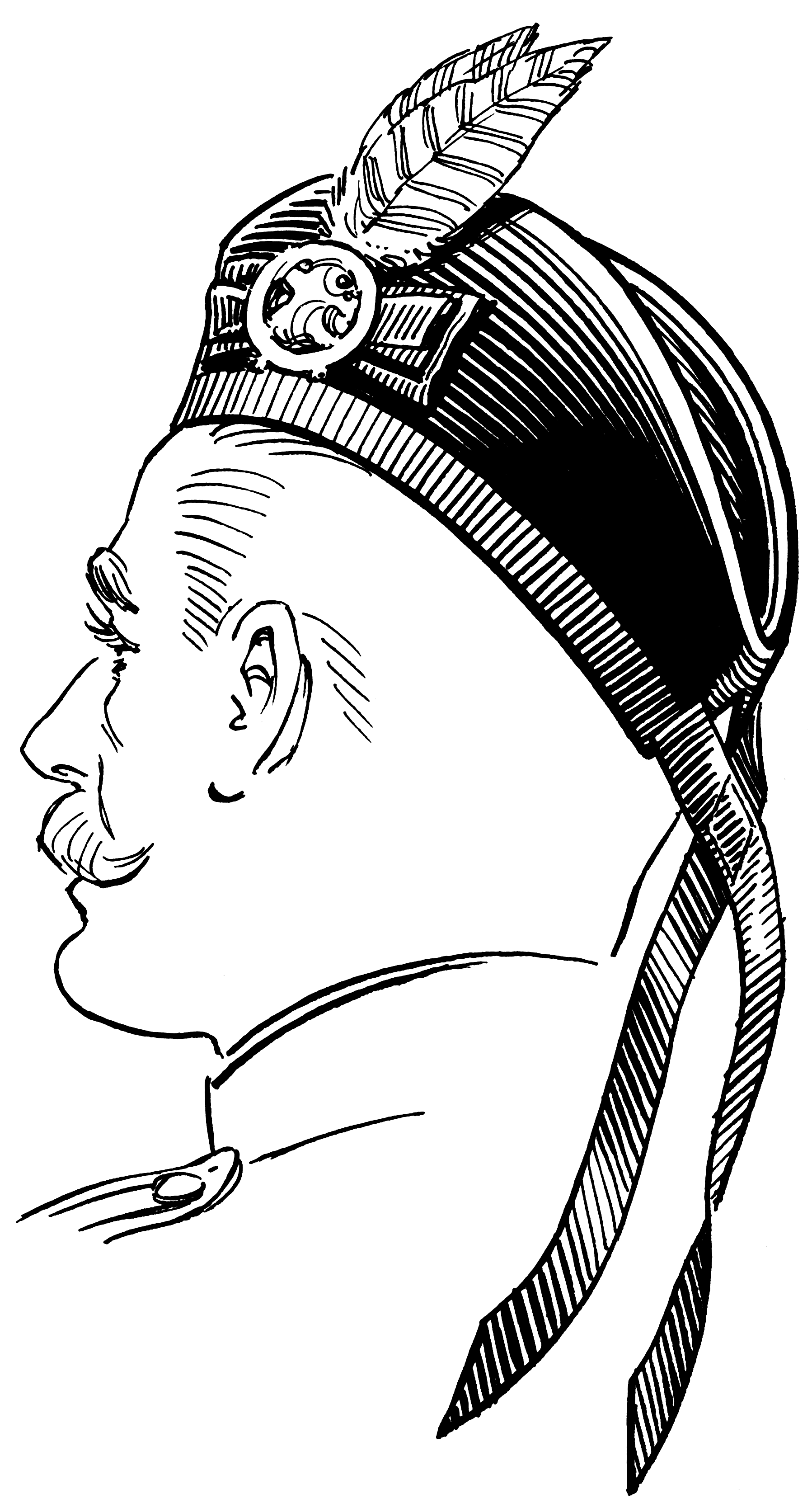
Vista posterior d'un glengarry mostrant les cintes

El glengarry (glengarry bonnet en anglès) és un casquet de caserna típicament escocès de disseny característic, fet de llana, negre o blau marí, i ornat amb una borla (toorie) -generalment roig– a la part superior i amb dues cintes penjant darrere; sovint duu una banda escacada ornamentant les orelleres.
Segons la tradició, el glengarry es formà per plegatge de la boina balmoral. També podria ser una adaptació del casquet de caserna continental a l'estil escocès de les Highlands. En tot cas, el resultat és un casquet de caserna de l'estil més modern, amb els extrems arrodonits.

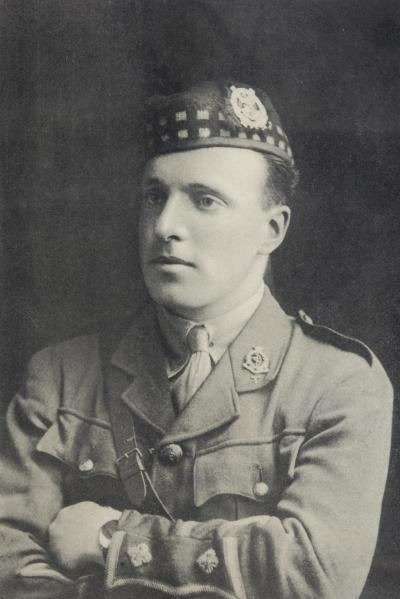
Militar britànic cofat de glengarry durant la Primera Guerra Mundiall

El glengarry sorgí el 1794 com a lligadura de la milícia territorial de Glengarry (Glengarry Fencibles), que li donà nom. A partir de llavors es popularitzà entre la majoria de regiments escocesos, incloent-ne els de l'exèrcit regular, com a lligadura de diari i campanya, mentre que el balmoral s'usava per a passeig i gala. El 1868 el glengarry substituí el casquet circular com a lligadura de caserna de la totalitat de l'exèrcit britànic, fins que el 1894 l'hi reemplaçà un casquet de caserna de tipus internacional, basat en el model coetani de la cavalleria austro-hongaresa. Les tropes escoceses, però, foren exceptuades del canvi, i han continuat amb l'ús del glengarry fins avui, ja com a lligadura de passeig i gala; en diari i campanya el substitueix la boina anomenada tam o' shanter.
A Escòcia, des del segle xix el glengarry també és popular com a lligadura civil, bàsicament masculina, sobretot en combinació amb kilt, i ha atès caràcter de lligadura nacional conjuntament amb la boina balmoral.